# 1671
1671 (MDCLXXI) a fost un an obișnuit al calendarului gregorian, care a început într-o zi de marți.

## Evenimente
Descoperirea lunii Iapetus, luna a lui Saturn.

## Nașteri
- 20 martie: Christine Louise de Oettingen-Oettingen, bunica maternă a împărătesei Maria Tereza a Austriei (d. 1747)
- 21 aprilie: John Law, economist scoțian (d. 1729)
- 24 mai: Gian Gastone de' Medici, Mare Duce de Toscana (d. 1737)
- 8 iunie: Tomaso Albinoni, compozitor și violonist italian (d. 1751)
- 14 iulie: Jacques d'Allonville, astronom și matematician francez (d. 1732)
- 22 iulie: Ludwig Rudolf, Duce de Brunswick-Lüneburg, bunicul împărătesei Maria Tereza a Austriei (d. 1735)
- 11 octombrie: Frederick al IV-lea, rege al Danemarcei și al Norvegiei (d. 1730)
- 18 octombrie: Frederic al IV-lea de Holstein-Gottorp (d. 1702)
- 19 decembrie: Christiane Eberhardine de Brandenburg-Bayreuth, regină a Poloniei (d. 1727)

## Decese
- 6 iunie: Stenka Razin  (n. 1630)
- 25 iunie: Giovanni Battista Riccioli  (n. 1598)
- 31 martie: Anne Hyde ducesă (n. 1637)
- 8 mai: Sébastien Bourdon pictor francez (n. 1616)
- 2 iunie: Sofia Eleonore de Saxonia  (n. 1609)
- dată necunoscută: Sebastián Herrera Barnuevo  (n. 1619)
- 10 iulie: Philippe-Charles al Franței  (n. 1668)
- 14 februarie: Sámuel Enyedi (medic)  (n. 1627)